# نهر دويرة

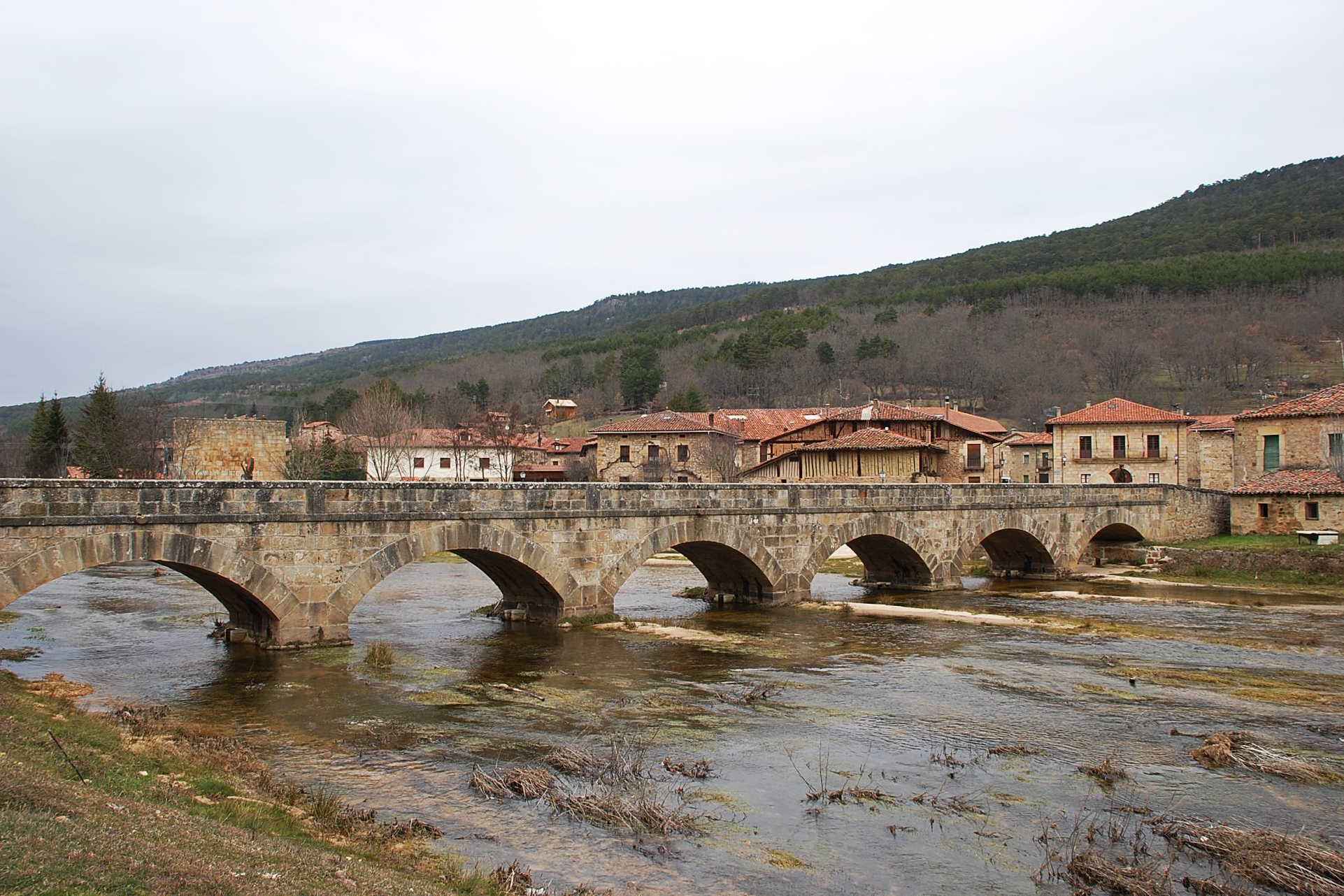
جسر قرب منبع نهر دويرة عند مدينة سالدويرو

نَهْرُ دُوَيْرَةَ وكان يسميه العرب في الأندلس الوَادِي الجَوْفِيُّ أيضًا، (بالبرتغالية: Douro؛ بالإسبانية: Duero) هو ثالث أكبر انهار شبه جزيرة ايبيريا (بعد التاجة وإبرة). يبلغ طوله 897 كم.
ينبع الدويرو من جبال أوربيون في إسبانيا و يصب في المحيط الأطلسي في البرتغال. من أهم روافده بسيورقة.

## صور

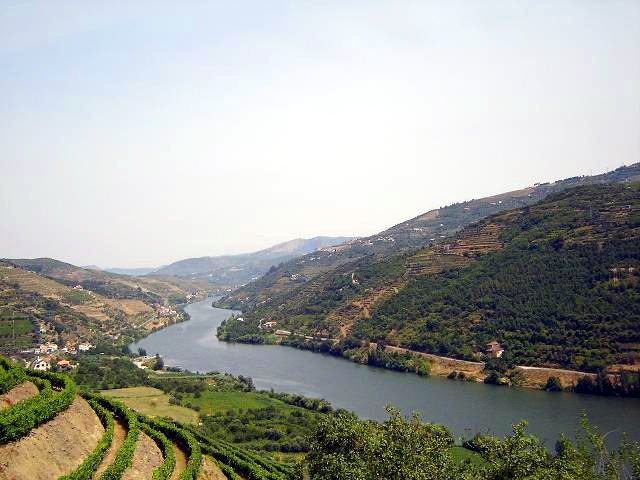
زراعة المصاطب في نهر دويرة
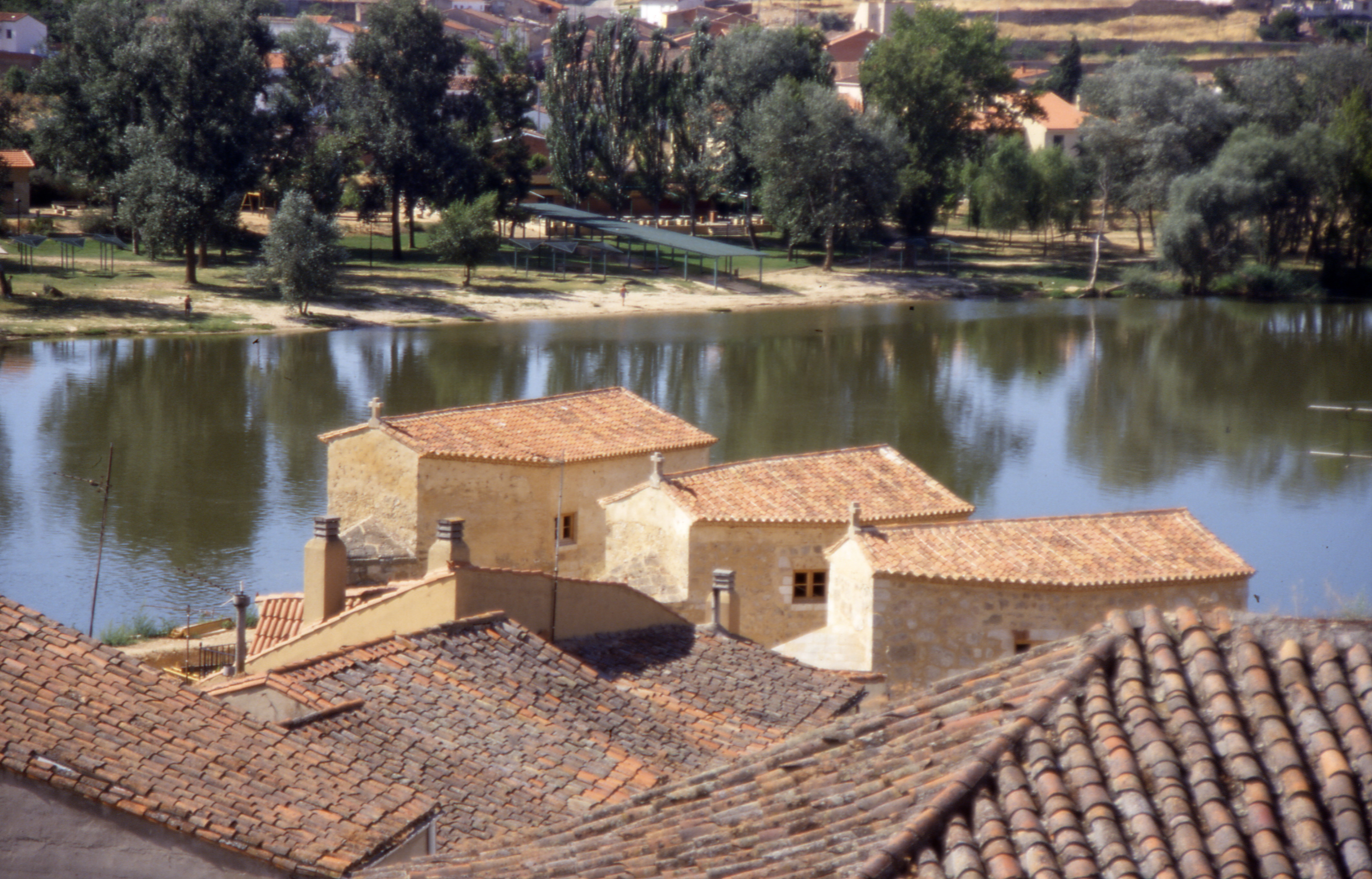
الدويرة عند مدينة زامورا بإسبانيا
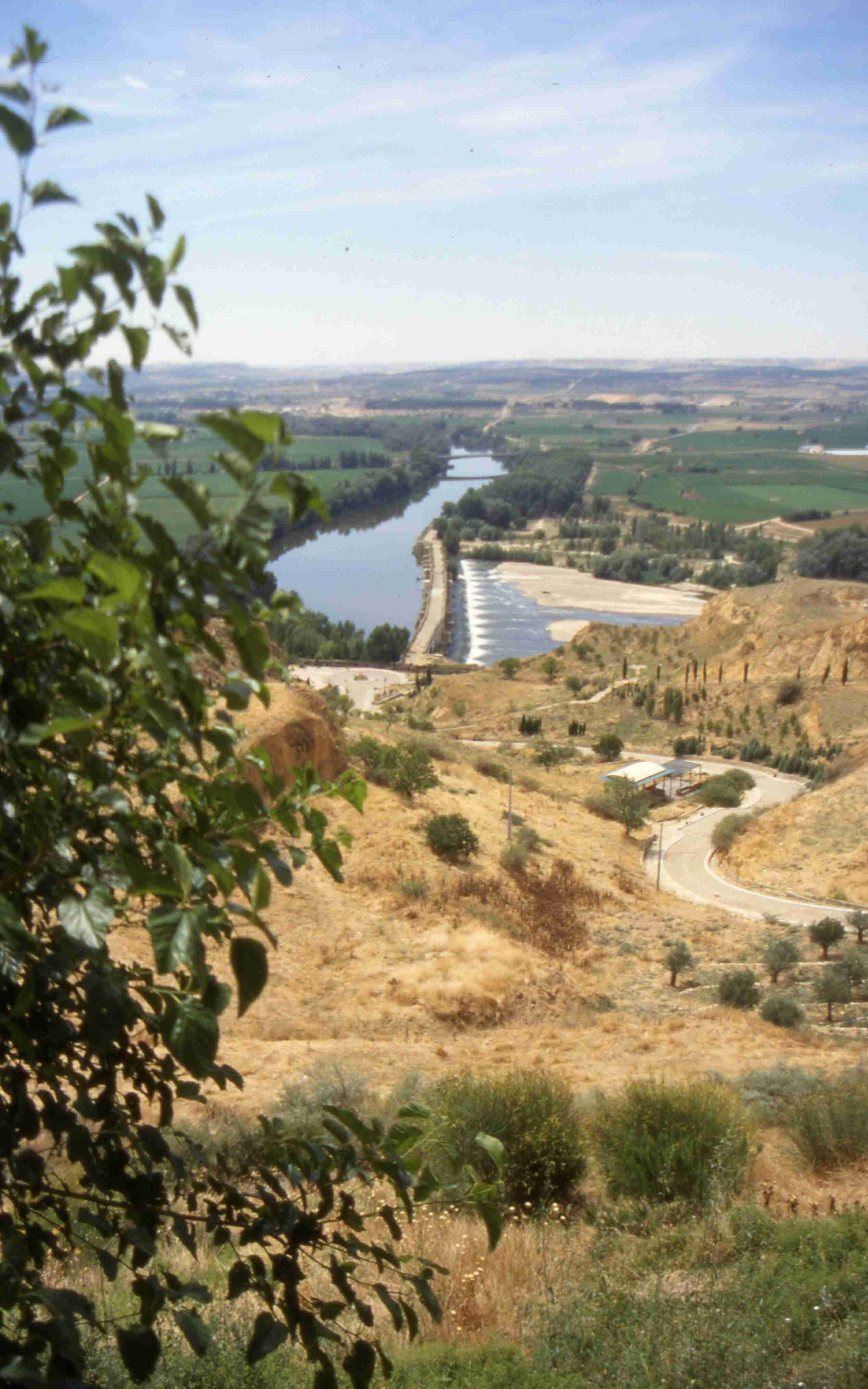
الدويرة عند مدينة تورو ، إسبانيا
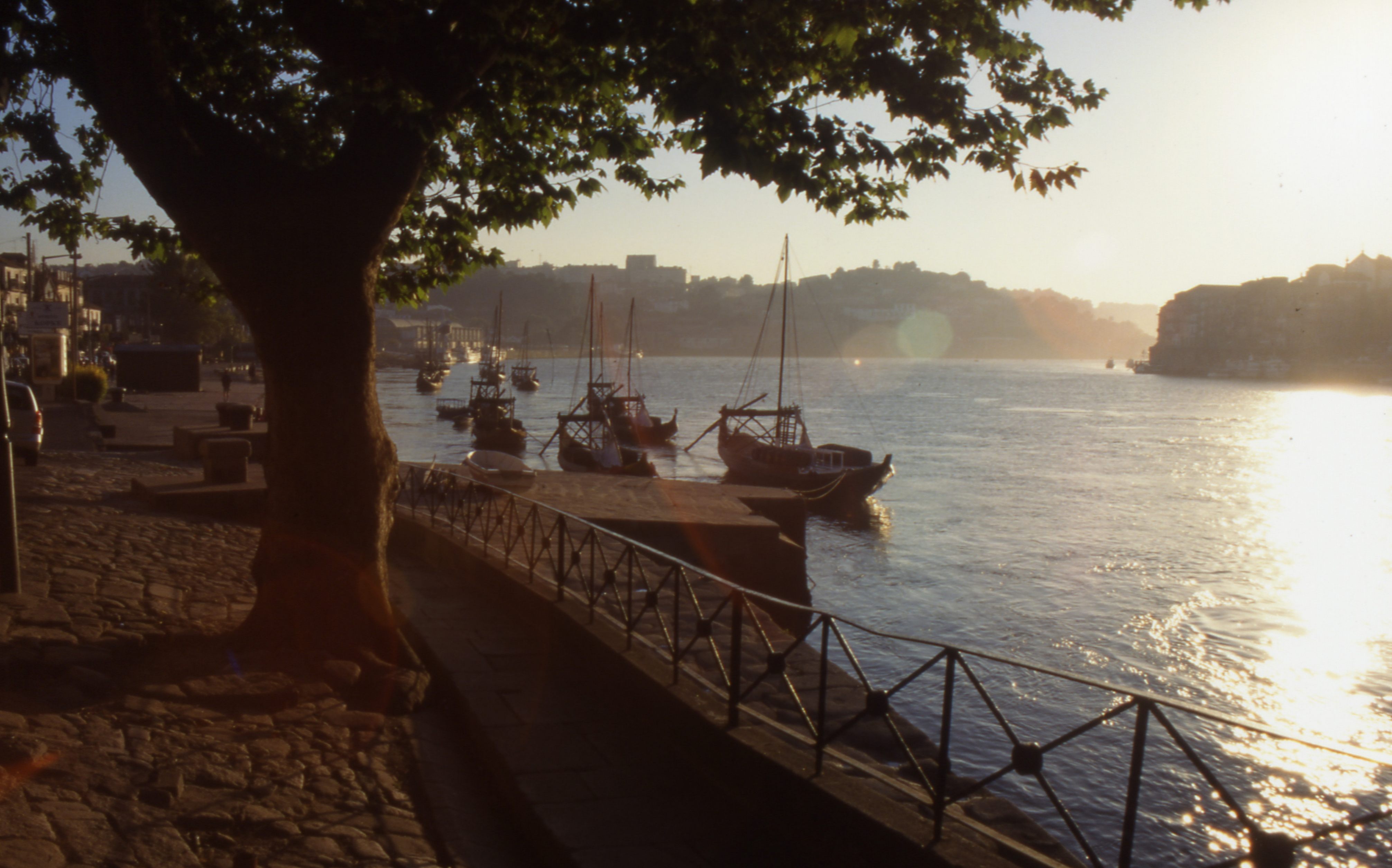
نهر دويرة عند مدينة بورتو البرتغال.
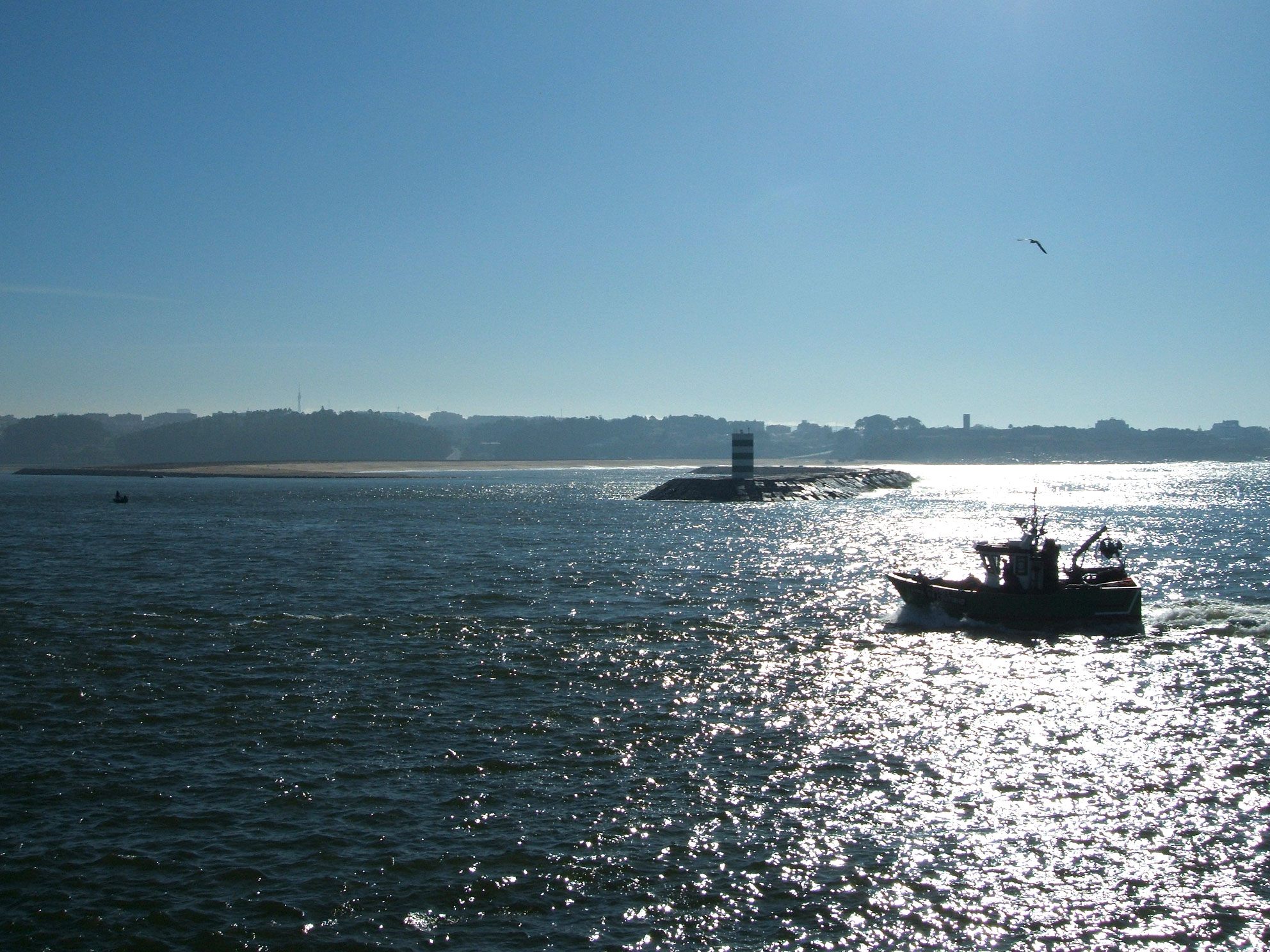
مصب نهر دويرة في المحيط الأطلسي
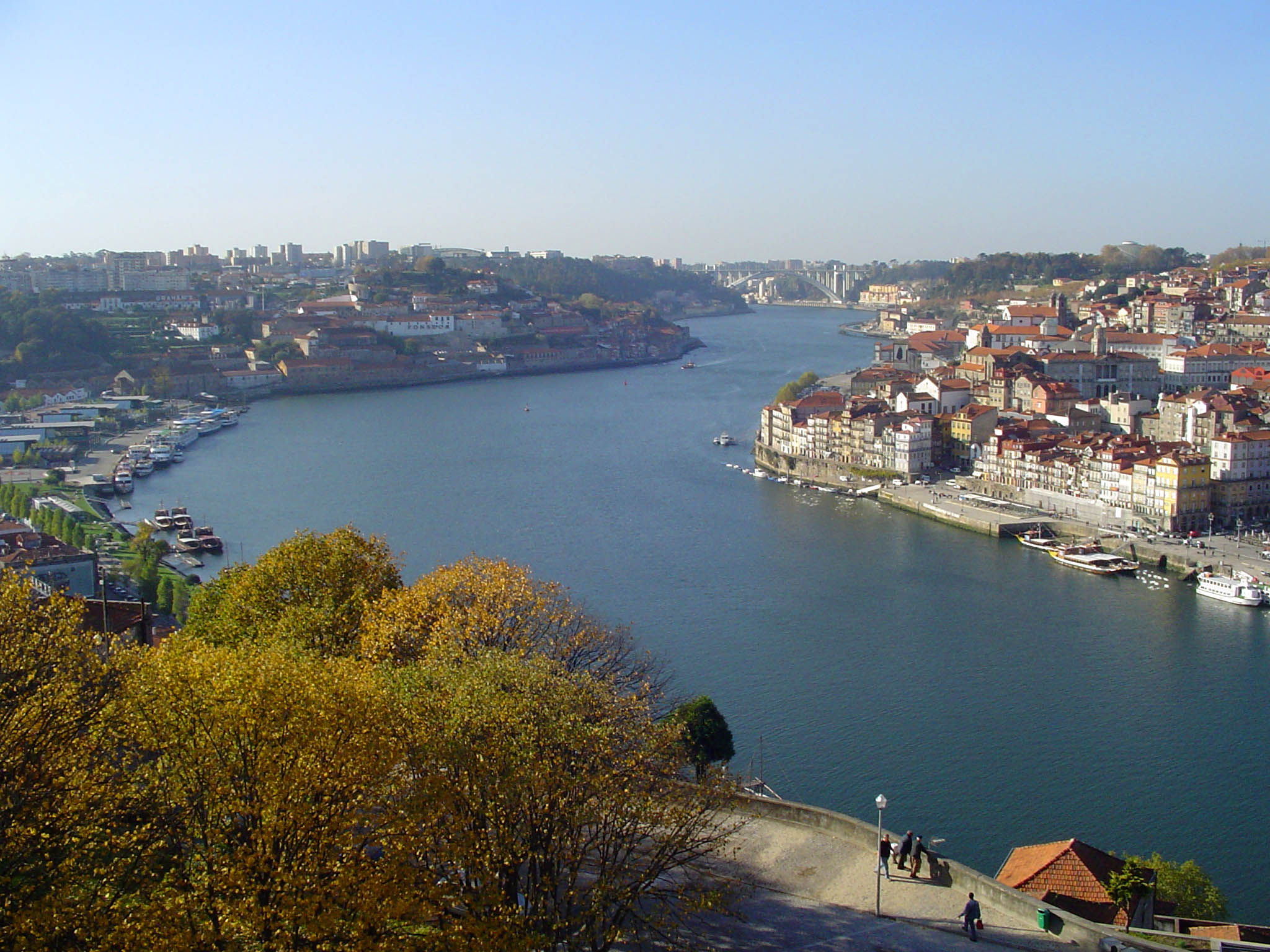
دويرة عند برورتو ، البرتغال

## اقرأ أيضا
- البرتغال